# Ab Geldermans
Albertus Johannes (Ab) Geldermans (Beverwijk, 17 maart 1935 – Heemskerk, 20 april 2025) was een Nederlands baan- en wegwielrenner die na zijn profcarrière ook actief was als ploegleider.

## Carrière
Geldermans was prof van 1959 tot 1966. Hij deed zeven keer mee aan de Ronde van Frankrijk; in 1962 werd hij vijfde in het eindklassement (als eerste helper van eindwinnaar Jacques Anquetil) en droeg hij twee dagen de gele trui. Geldermans won Luik-Bastenaken-Luik in 1960 en werd in 1962 Nederlands kampioen op de weg. In 1960 werd hij winnaar van de Ronde van Duitsland. Dat jaar ontving hij de Gerrit Schulte Trofee voor de beste Nederlandse profwielrenner.
Geldermans beëindigde in 1967 zijn rennersloopbaan. Hij ging dat jaar als chauffeur van Wout Wagtmans, de bondscoach van de Nederlandse ploeg, mee naar de Ronde van Frankrijk. De KNWU benoemde Geldermans in 1968 als nationale ploegleider tijdens de Ronde van Frankrijk die gewonnen werd door de Nederlander Jan Janssen.
Al tijdens zijn sportcarrière had Geldermans een sportzaak in Beverwijk die werd geopend door Johan Cruijff. Zijn zoon (Ab junior) nam de zaak later over.
In 2022 werd er in zijn geboorteplaats een straat naar hem vernoemd, het Ab Geldermanshof.
Ab Geldermans overleed op 90-jarige leeftijd. Ten tijde van zijn overlijden was hij de oudste nog levende geletruidager na Gilbert Bauvin en  Andre Darrigade.

## Palmares

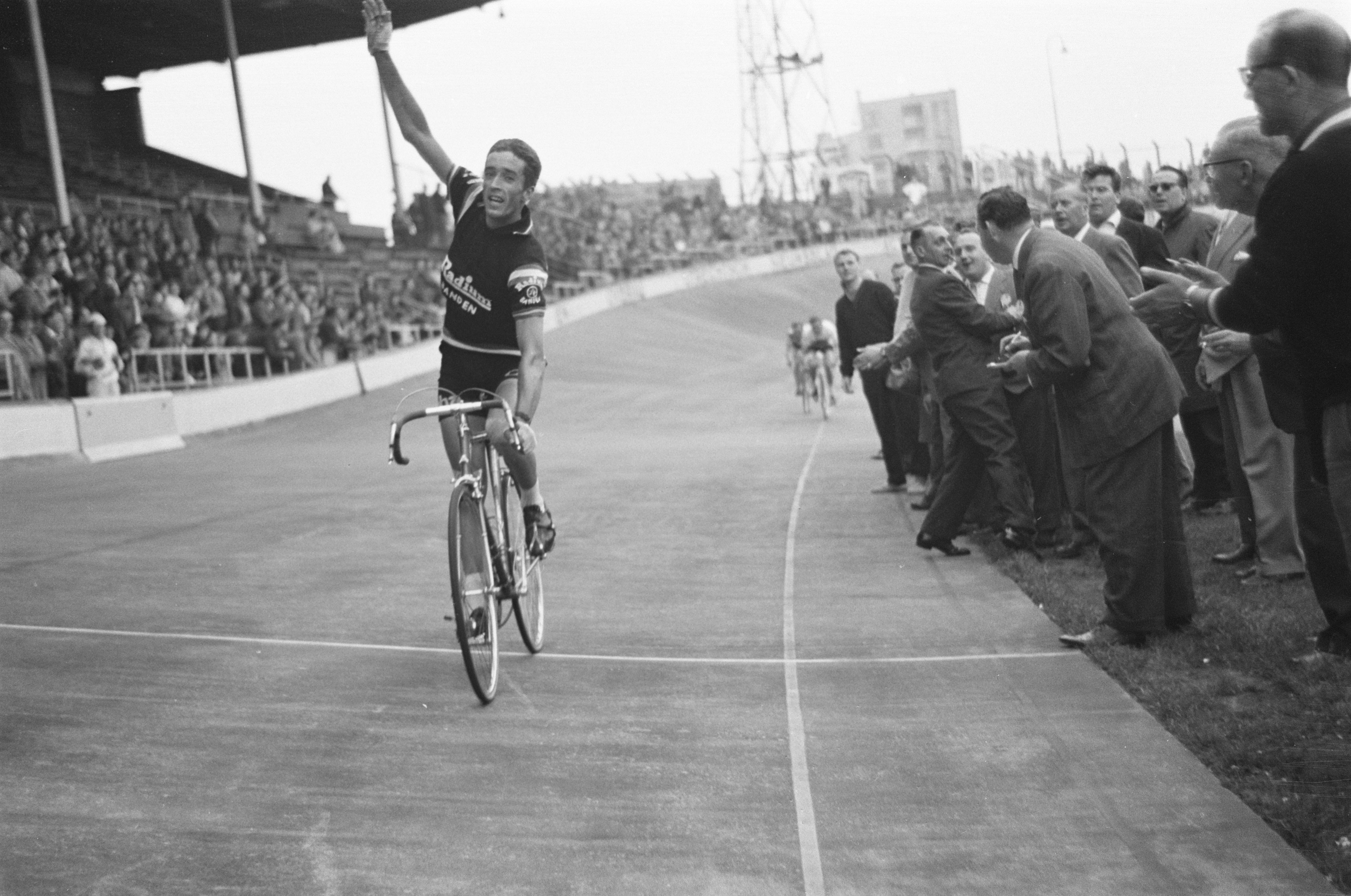
Geldermans wint 10e etappe in de Ronde van Nederland (1961)

### Baanwielrennen
| Jaar     | NK            | WK            |          |          |
| Amateurs | Amateurs      | Amateurs      | Amateurs | Amateurs |
| -------- | ------------- | ------------- | -------- | -------- |
| 1956     | achtervolging |               |          |          |
| 1957     | achtervolging | achtervolging |          |          |
| Profs    |               |               |          |          |
| 1958     | achtervolging |               |          |          |

### Wegwielrennen
1958
8e etappe deel A Ronde van Polen
1960
2e etappe Ronde van Duitsland
Eindklassement Ronde van Duitsland
Luik-Bastenaken-Luik
1961
1e en 4e etappe deel B etappe Menton-Rome
Eindklassement Menton-Rome
Eindklassement Vierdaagse van Duinkerke
10e etappe Ronde van Nederland
1962
10e etappe Ronde van Spanje
4e etappe Ronde van de Aude
 Nederlands kampioen op de weg, Elite
1963
4e etappe deel B etappe Midi Libre
1965
7e etappe Ronde van Andalusië
1966
5e etappe Parijs-Nice

#### Resultaten in voornaamste wedstrijden
| Jaar | Ronde van Italië | Ronde van Frankrijk | Ronde van Spanje |
| ---- | ---------------- | ------------------- | ---------------- |
| 1958 |                  |                     | 40e              |
| 1959 |                  |                     |                  |
| 1960 |                  | 12e                 |                  |
| 1961 |                  | opgave              |                  |
| 1962 |                  | 5e                  | 10e (1)          |
| 1963 |                  | 24e                 |                  |
| 1964 | 37e              | 38e                 |                  |
| 1965 |                  | opgave              |                  |
| 1966 |                  | 69e                 |                  |

| Jaar | Milaan-San Remo | Ronde van Vlaanderen | Parijs-Roubaix | Amstel Gold Race | Luik-Bast.‑Luik | Gent-Wevelgem | Waalse Pijl |  | WK op de weg |
| ---- | --------------- | -------------------- | -------------- | ---------------- | --------------- | ------------- | ----------- |  | ------------ |
| 1958 |                 |                      |                |                  |                 |               |             |  |              |
| 1959 |                 |                      |                |                  |                 |               |             |  | 6e           |
| 1960 |                 |                      |                |                  | ↑               |               | 34e         |  | 22e          |
| 1961 | 66e             |                      | 5e             |                  |                 |               |             |  | opgave       |
| 1962 |                 | 35e                  | 43e            |                  |                 | 54e           |             |  |              |
| 1963 |                 | 30e                  | 38e            |                  |                 |               | 39e         |  | opgave       |
| 1964 | 37e             |                      |                |                  |                 | 53e           |             |  | 29e          |
| 1965 | 41e             |                      | 42e            |                  |                 |               |             |  |              |
| 1966 | 69e             |                      | 48e            | 36e              |                 |               |             |  |              |

## Ploegen
- 1958 –  Radium-R.I.H. Sport
- 1959 –  Saint-Raphaël-R. Geminiani-Dunlop
- 1960 –  Saint-Raphaël-R. Geminiani-Dunlop
- 1961 –  Saint-Raphaël-R. Geminiani-Dunlop
- 1962 –  Saint-Raphaël-Helyett-Hutchinson
- 1963 –  Saint-Raphaël-Gitane-R. Geminiani
- 1964 –  Saint-Raphaël-Gitane-Dunlop
- 1965 –  Margnat-Paloma-Inuri-Dunlop
- 1966 –  Molteni

R. Altig · 
W. Altig ·
Annaert · 
Anquetil ·
Beaumont · 
Binggeli ·
Claud ·
Cloarec ·
Delattre · 
Dufraisse ·
Elliott ·
Everaert ·
Gandolfo ·
Geldermans ·
Graczyk ·
Janssens ·
Le Dudal · 
Le Her ·
Le Lan ·
Lepolard ·
Queheille ·
Raynal ·
de Roo ·
Robinson ·
Rostollan ·
Rousseau ·
Sciardis ·
Stablinski  ·
Stolker ·
Thomas ·
Varnajo
R. Altig  ·
W. Altig ·
Anni ·
Binggeli ·
Colombo ·
Dancelli · 
de Prà ·
De Rosso ·
Fezzardi ·
Fornoni ·
Geldermans ·
Motta ·
Neri ·
Scandelli ·
Stefanoni ·
Timón ·
Tosello